# Mele, Šmohor - Preseško jezero
Mele (nemško Mellach) je naselje občine Šmohor - Preseško jezero v okraju Šmohor na Koroškem v Avstriji.